# Brahea salvadorensis
Brahea salvadorensis là loài thực vật có hoa thuộc họ Arecaceae. Loài này được H.Wendl. ex Becc. mô tả khoa học đầu tiên năm 1908.